# Терещук, Борис Павлович
Бори́с Па́влович Терещу́к (18 марта 1945, Киев — 10 июня 2011) — советский волейболист и волейбольный тренер, игрок сборной СССР (1968—1971). Олимпийский чемпион 1968, чемпион Европы 1971, чемпион СССР 1967. Связующий. Заслуженный мастер спорта СССР (1968). Заслуженный тренер СССР (1982).

## Биография
Выступал за команды: 1962—1963 и с 1965 — «Локомотив» (Киев), 1963—1965 — СКА (Киев). Обладатель Кубка СССР 1973. Серебряный (1969) и бронзовый (1966) призёр чемпионатов СССР. В составе сборной Украинской ССР в 1967 стал чемпионом СССР и победителем Спартакиады народов СССР. Победитель чемпионата дружественных армий 1967.
В сборной СССР в официальных соревнованиях выступал в 1968—1971 годах. В её составе стал олимпийским чемпионом 1968, бронзовым призёром Кубка мира 1969, чемпионом Европы 1971. Участник чемпионата мира 1970.
Член КПСС с 1973 года.
В 1980-е годы Борис Терещук работал старшим тренером мужской команды «Локомотив» (Киев), обладателя Кубка СССР 1988, бронзового призёра чемпионата СССР 1981.